# Scharlachkopfspecht
Der Scharlachkopfspecht (Campephilus robustus) ist eine neotropische Spechtart aus der Gattung Campephilus. Er kommt in Brasilien, Paraguay und Argentinien vor.

## Merkmale
Der Scharlachkopfspecht erreicht eine Größe von 32 bis 37 cm und ein Gewicht von 230 bis 294 g. Das Männchen hat einen kleinen, ovalen, schwarzweißen Fleck an den unteren hinteren Ohrdecken. Der übrige Kopf, die kleine Haube und der Hals sind bis zum obersten Brustbereich scharlachrot. Häufig sind einige schwarze und gelbbraune Federbasen sichtbar, besonders am Hals und an den Kopfseiten (was vor allem im abgetragenen Gefieder deutlich wird). Die weißliche Oberseite hat eine hell gelbbraune oder zimtfarbene Tönung. Der obere Mantel und die Flanken sind durch einige schwarze Binden gekennzeichnet. Die Oberflügel, die Flügeldecken und die Schultern sind schwarz. Auf den Innenfahnen der Hand- und Armschwingen befinden sich kleine rötlich-gelbbraune Flecken. Der Oberschwanz ist schwarz. Die Unterseite ist ab der Brust gelbbraun bis beigeweiß und schwarz gebändert. Am Bauch sind die Binden enger oder fehlen. Die Unterflügel sind schwarzbraun. Die Decken der Hand- und Armschwingen haben rötlich-gelbbraune Flecken. Der lange Schnabel ist nahezu gerade, meißelförmig und breit über den Nasenlöchern. Seine Färbung ist hornfarben. Die Iris ist weiß bis gelbweiß. Die Beine sind dunkelgrau. Beim Weibchen fehlt der Ohrdeckenfleck. Stattdessen verläuft ein schwarzgesäumter, breiter, weißer Wangenstreif von der Schnabelbasis bis zu den unteren Ohrdecken. Das Kinn ist schwärzlich. Die juvenilen Vögel sind stumpfer gefärbt als die Altvögel. Sie sind mehr bräunlich und an der Unterseite weniger abgesetzt gebändert. Die Unterschwanzdecken sind gewöhnlich ungebändert. Die Oberseite ist allgemein intensiver weiß. Die Gesichtsmusterung entspricht der des ausgewachsenen Weibchens. Das junge Männchen hat rote Federspitzen im Wangenstreifbereich.

## Lautäußerungen
Der Ruf, der aus kee- oder kew-Tönen besteht, ist sowohl in der Sitzstellung als auch im Flug zu hören. Weiter gibt es eine Reihe von psó-ko po-po-po-po-rrat-Lauten. Das Trommeln ist ein Doppelpochen bestehend aus einem to-plóp or thump-ump, das ein- bis dreimal in der Minute zu hören ist.

## Verbreitung

Verbreitungsgebiet

Das Verbreitungsgebiet des Scharlachkopfspechts erstreckt sich von Ost-Brasilien (südlich von Süd-Bahia und Ost-Goiás) südlich nach Ost-Paraguay bis ins nordöstliche Argentinien (Misiones, Corrientes) und Rio Grande do Sul.

## Lebensraum
Der Scharlachkopfspecht bewohnt Feuchtwälder und Araukarienwälder im Tiefland bis 1000 m und im Bergland bis 2200 m. In gestörten Wäldern kommt er nur vor, wenn genügend große Bäume vorhanden sind.

## Nahrungsverhalten
Das Nahrungsspektrum umfasst Käfer, holzbohrende Larven und gelegentlich Beeren. Der Scharlachkopfspecht ist ein Standvogel, der einzeln, paarweise oder in Familienverbänden zu beobachten ist. Er schließt sich selten gemischten Vogelgruppen an. Er geht in allen Baumregionen auf Nahrungssuche, mit einer leichten Bevorzugung des mittleren Stockwerks. Auf den Boden fliegt er selten. Er bevorzugt große, lebende oder abgestorbene Bäume und besucht hauptsächlich die Stämme oder die Astgabeln. Mit seinem Schnabel hackt und hämmert er kräftig, wobei das Hämmern selten große Aushöhlungen erzeugen kann. Beim Bohren nach Larven wird auch Rinde entfernt.

## Fortpflanzungsverhalten
Vom Brutverhalten sind zwei Beobachtungen vom Oktober und Januar bekannt, wobei die Spechte in 3,5 bis 4,5 m Höhe Nisthöhlen in abgestorbenen Bäumen gebaut hatten. In einer anderen Nisthöhle, die im Mai gebaut worden war, befand sich im Juli ein Junges. Das einzige bekannte Balzverhalten ist das Spreizen der Flügel.

## Etymologie und Forschungsgeschichte
Die Erstbeschreibung des Scharlachkopfspechts erfolgte 1818 durch Martin Hinrich Lichtenstein unter dem wissenschaftlichen Namen Picus robustus. Das Typusexemplar wurde in Bahia in Brasilien gesammelt. Die Veröffentlichung von Verzeichniss von ausgestopften Säugethieren und Vögeln ist ein sehr seltenes Werk das 1818 publiziert wurde. Eine verkürze Version wurde im gleichen Jahr in Isis veröffentlicht. 1840 führte George Robert Gray die Gattung Campephilus ein. Der Begriff leitet sich vom griechischen καμπη campē für Raupe und φιλος philos für Liebhaber ab. Der Artname robustus hat seinen Ursprung in lateinisch robustus, robur, roboris ‚stark, robust, Hartholz‘. Alfred Laubmann hatte für sein Werk Die Vögel von Paraguay keinen Balg zur Verfügung. Er sah nur in Carpintero del gorro y cuello roxos von Félix de Azara einen Nachweis für Paraguay. Außerdem erwähnte er Nachweise durch Charles Chubb für Sapucay und durch Arnaldo de Winkelried Bertoni im Departamento Alto Paraná.  Allerdings betrachtete er Dryocopus percoccineus Bonaparte, 1850 als mögliche Unterart und war sich nicht sicher, ob die Vögel aus Paraguay dieser zugeordnet werden müssten.

## Status
BirdLife International klassifiziert den Scharlachkopfspecht als „nicht gefährdet“ (least concern). Im Süden seines Verbreitungsgebietes ist er nicht selten. Er kommt in mehreren Schutzgebieten vor, darunter im Nationalpark Caaguazú und im Refugio de Vida Silvestre Estancia San Antonio (Paraguay), im Nationalpark Iguazú in Argentinien sowie im Iguaçu-Nationalpark in Brasilien, im Parque Estadual do Desengano, im Nationalpark Itatiaia, im Nationalpark Serra dos Órgãos, im Nationalpark Araucárias, im Reserva Volta Velha, im Floresta Nacional de Passo Fundo sowie im Parque Estadual de Rondinha in Rio Grande do Sul. Nach Beobachtungen weiter südlich in Rio Grande do Sul, ist sein Verbreitungsgebiet im Südosten Brasiliens wahrscheinlich größer als bisher angenommen. Die Art reagiert empfindlich auf Waldfragmentierung.